# Battaglia di Champion Hill
La battaglia di Champion Hill  (detta anche battaglia di Bakers Creek ) è stata un episodio della guerra di secessione americana combattuto nel maggio 1863, a seguito della quale l'Armata del Tennessee del generale Grant sconfisse il generale Pemberton venti miglia ad est di Vicksburg (Mississippi) in uno scontro decisivo per la conquista della città.

## Contesto
A seguito dell'occupazione di Jackson (Mississippi) il 14 maggio 1863, il generale Joseph Eggleston Johnston (comandante delle forze confederate nel Mississippi) decise di ritirarsi con la gran parte del proprio esercito, ma incaricò Pemberton di lasciare Edwards Station e di attaccare i federali in forze.
Pemberton temeva che il piano di Johnston fosse eccessivamente rischioso e decise di attaccare le linee ferroviarie nordiste che fornivano rifornimenti da Gran Gulf a Raymond solamente con una parte delle proprie forze, lasciando le rimanenti a Vickisburg. 
Il 16 maggio Johnston reiterò i propri ordini, ma Pemberton si trovò a dover affrontare i nordisti nei pressi di Champion Hill.

## Armata del Tennessee
Maggior Generale Ulysses S. Grant.

### XIII Corps
Maggior Generale John A. McClernand:
- 9th Division: Brigadier Generale Peter J. Osterhaus
- 10th Division: Brigadier Generale Andrew J. Smith
- 12th Division: Brigadier Generale Alvin P. Hovey
- 14th Division: Brigadier Generale Eugene A. Carr

### XV Corps
Maggior Generale William T. Sherman
| Divisione                                                                               | Brigata                                       | Reggimento |
| --------------------------------------------------------------------------------------- | --------------------------------------------- | --- |
| Seconda Divisione [attaccata al XIII Corpo] Maggior Generale Francis Preston Blair, Jr. | Prima Brigata Colonnello Giles A. Smith       | - 113° Illinois: Colonnello George B. Hoge - 116° Illinois: Colonnello Nathan W. Tupper - 6° Missouri: Tenente Colonnello Ira Boutell - 8° Missouri: Tenente Colonnello David C. Coleman - 13° U.S. Fanteria, 1º Battaglione: Capitano E. Washington |
| Seconda Divisione [attaccata al XIII Corpo] Maggior Generale Francis Preston Blair, Jr. | Seconda Brigata Colonnello Thomas Kilby Smith | - 55° Illinois: Colonnello Oscar Malmborg - 127° Illinois: Colonnello Hamilton N. Eldridge - 83° Indiana: Colonnello Benjamin J. Spooner - 54° Ohio: Tenente Colonnello Cyrus W. Fisher - 57° Ohio: Colonnello Americus V. Rice                      |
| Seconda Divisione [attaccata al XIII Corpo] Maggior Generale Francis Preston Blair, Jr. | Artiglieria                                   | - Batteria A, 1° Illinois Artiglieria Leggera: Capitano Peter P. Wood - Batteria B, 1° Illinois Artiglieria Leggera: Capitano Samuel E. Barrett |

### XVII Corps
Maggior Generale James B. McPherson
- 3rd Division: Maggior Generale John A. Logan
- 7th Division: Brigadier Generale Marcellus M. Crocker

## Esercito confederato
Tenente Generale John C. Pemberton
- Loring's Division: Maggior Generale William W. Loring
- Bowen's Division: Brigadier Generale John S. Bowen
- Stevenson's Division: Maggior Generale Carter L. Stevenson

## La battaglia
Il 16 maggio, 1863, Pemberton dovette velocemente schierare le sue tre divisioni tra la Southern Railroad, la Champion Hill e la Jackson Road a nord e la Raymond Road a sud.
Con il fiume Baker's Creek alle spalle a ovest Pemberton aveva solo una via di fuga: il ponte della Jackson Road.
Le sue divisioni furono così organizzate: la divisione Stevenson a coprire il fianco sinistro a nord, la divisione Bowen al centro e Loring al fianco destro a sud a coprire un fronte di tre miglia.

Grant aveva diviso le sue sette divisioni in tre colonne che marciavano in direzione di Pemberton.
Da est si avvicinavano le due colonne di soldati federali, ma Pemberton non sapeva dell'esistenza di una terza colonna, composta dalle divisioni Hovey, Logan e Crocker, che si muoveva verso il suo esposto fianco sinistro nel tentativo di aggirarlo.
Se ne accorse il brigadier generale S. D. Lee della divisione Stevenson che spostò la sua brigata sulla Champion Hill: per colmare il vuoto fu mossa la brigata Cumming di Stevenson sulla Jackson Road.

Alle 10:30 Grant cominciò la battaglia sulla Champion Hill destinata a decretare il fato di Vicksburg: la sua terza e seconda colonna (divisioni Osterhaus e Carr), forti di 5 divisioni, conversero sulla Champion Hill: se Grant avesse sconfitto il fianco sinistro di Pemberton avrebbe controllato la Jackson Road e la via di fuga dei confederati.
Mentre infuriava la battaglia, la brigata georgiana Barton di Stevenson si mosse a rinforzo sulla Champion Hill per fermare l'avanzata di Grant: alle 11:30 la battaglia diventò un furioso corpo a corpo e la brigata di S. D. Lee fu rigettata alla Jackson Road.
In un disperato assalto la divisione Bowen riconquistò la Champion Hill, ma un secondo assalto unionista travolse i confederati; i rinforzi della divisione Loring arrivarono troppo tardi.

La ritirata di Bowen si trasformò in una rotta: con la loro via di fuga tagliata i soldati confederati riuscirono a costruire un secondo ponte sulla Raymond Road riuscendo a evacuare le divisioni Stevenson e Bowen che raggiunsero Edward's Station, sul lato occidentale del fiume.
Loring invece venne intrappolato a est del fiume e per non far cadere i suoi uomini in mano al nemico si mosse verso sud, poi verso est, per ricongiungersi a Jackson con l'Armata di Joe Johnston, allontanando i suoi preziosi 8000 uomini lontano da Pemberton.
Non cosciente della decisione di Loring, Pemberton lo aspetterà a Edward's fino al giorno dopo quando si scontrerà di nuovo con Grant nella Battaglia di Edward's Station.

## Conseguenze
Grazie alla vittoria a Champion Hill Grant aveva ormai via libera per raggiungere il proprio obiettivo strategico, ovvero la presa di Vicksburg, che si trovava ormai a poche decine di miglia di distanza.
Pemberton perse la divisione Loring, un terzo del suo esercito, e venne intrappolato a ovest del Big Black River.
La successiva battaglia il giorno dopo ( Battaglia di Big Black River Bridge ) lo costrinse a ripiegare nella fortezza di Vicksburg: così finì nella trappola di Grant.